# Jakub Chromeček
Jakub Chromeček (* 20. prosince 1983 Poděbrady) je český herec.

## Život
Po studiu konzervatoře začal hrát v pražském Strašnickém divadle, kde se objevoval v inscenacích Faust, Škola pro ženy, Kebab, Julius Caesar či Zastávka na znamení. Podílel se také na vzniku zdejší malé scény nazývané Auerbachův sklep. Později přešel do Divadla Komedie.
Účinkoval také v televizi, když se objevil v seriálu Horákovi vysílaném Českou televizí, v němž ztvárnil úlohu Tomáše, nejstaršího ze synů. Objevil se také v seriálu Ordinace v růžové zahradě vysílaném televizí Nova.
Chromeček je otcem dcery Anny, která se mu narodila do vztahu s českou političkou Andreou Češkovou, v letech 2009 až 2014 členkou Evropského parlamentu za Občanskou demokratickou stranu (ODS).